# Цзиньцзян (Цюаньчжоу)
Цзиньцзя́н (кит. упр. 晋江, пиньинь Jìnjiāng) — городской уезд городского округа Цюаньчжоу провинции Фуцзянь (КНР).

## География
Расположен на правом (юго-западном) берегу одноименной реки, на левом берегу которой располагаются центральные районы Цюаньчжоу. 
В точке с координатами 24°33′ с. ш. 118°38′ в. д. находится отправной пункт самого длинного прямого (то есть по дуге большого круга земного шара) сухопутного пути, его протяжённость 11241 км и оканчивается он в районе города Сагреш, Португалия (37°02′ с. ш. 8°55′ з. д.).

## История
Изначально эти места были частью уезда Наньань. Во времена империи Тан в 720 году из уезда Наньань был выделен уезд Цзиньцзян (晋江县). Во времена империи Сун в 981 году из уезда Цзиньцзян был выделен уезд Хуэйань.
После образования КНР в 1949 году был создан Специальный район Цюаньчжоу (泉州专区), и уезд вошёл в его состав. В 1951 году урбанизированная часть уезда Цзиньцзян была выделена в отдельный городской уезд Цюаньчжоу, а уездные власти переехали в посёлок Цинъян (青阳镇). В 1955 году Специальный район Цюаньчжоу был переименован в Специальный район Цзиньцзян (晋江专区). В 1971 году Специальный район Цзиньцзян был переименован в Округ Цзиньцзян (晋江地区).
Постановлением Госсовета КНР от 14 мая 1985 года округ Цзиньцзян был преобразован в городской округ Цюаньчжоу.
Постановлением Госсовета КНР от 17 декабря 1987 года из уезда Цзиньцзян был выделен городской уезд Шиши.
Постановлением Госсовета КНР от 5 марта 1992 года уезд Цзиньцзян был преобразован в городской уезд.

## Административное деление
Городской уезд делится на 6 уличных комитетов и 13 посёлков.

## Экономика
В уезде развиты производство полупроводников (Jinhua Integrated Circuit) и лёгкая промышленность (спортивная одежда и обувь, различные аксессуары); многие предприятия изготовляют товары для известных западных фирм.
Посёлок Дунши известен как «китайская зонтичная столица» — по состоянию на 2020 год здесь насчитывалось более 300 производителей данной продукции и выпускалось свыше 500 млн зонтов в год (30 % мирового рынка). Крупнейшей компанией является Fujian Youanna Umbrella Technology (производство зонтов и сумок, более 700 сотрудников, продажи — более 300 млн юаней).

## Достопримечательности

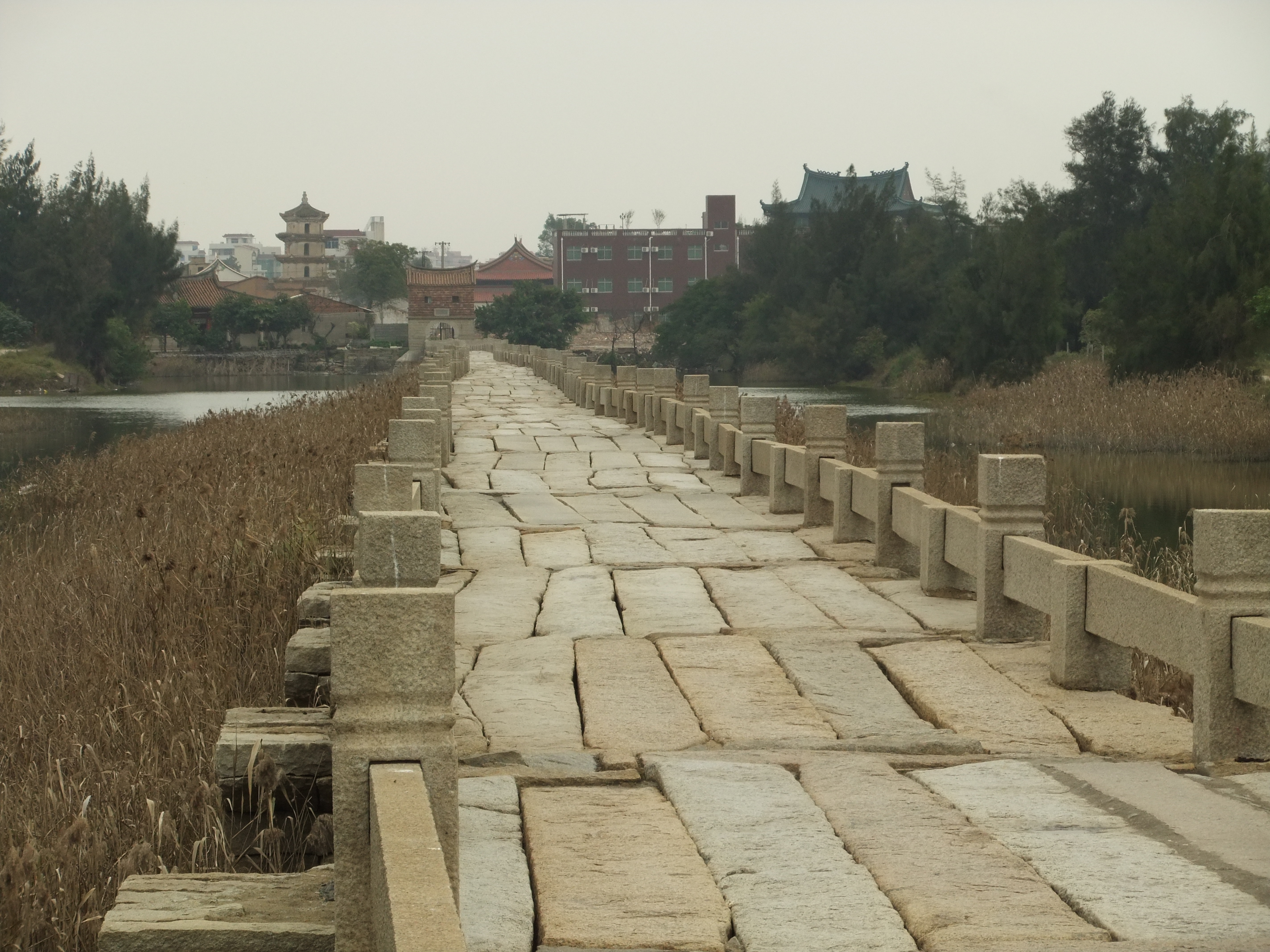
Аньпинский мост и «Белая пагода» чань-буддистского храма Шуйсинь

- Аньпинский мост[англ.] эпохи Сун через эстуарий реки Шицзин, между посёлком Аньхай (в прошлом Аньпин) городского уезда Цзиньцзян и посёлком Шуйтоу уезда Наньань
- Храм Цаоань: манихейский храм в буддийском стиле.

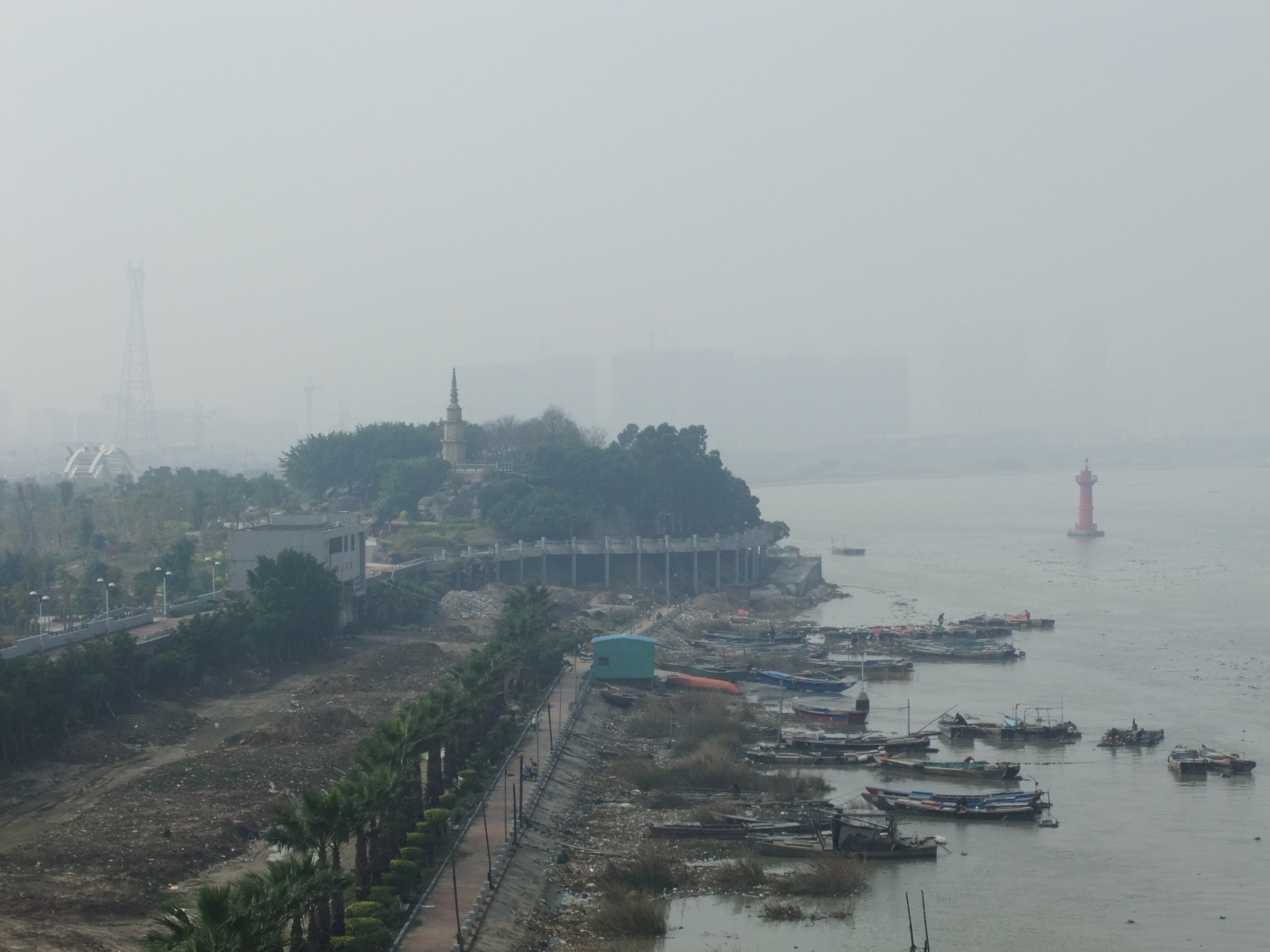
На реке Цзиньцзян
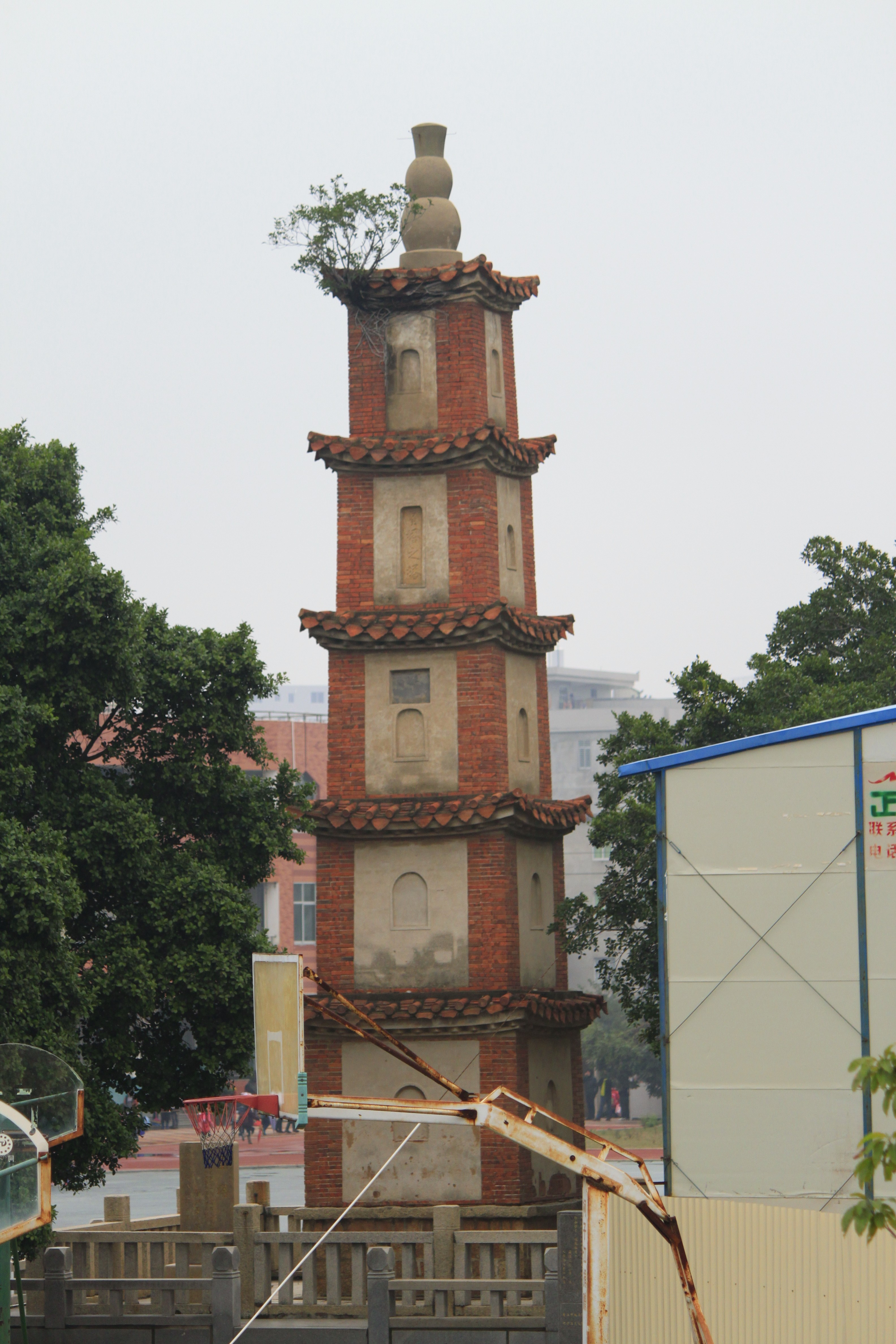
«Звёздная пагода»[кит.], посёлок Аньхай. 1629 г.
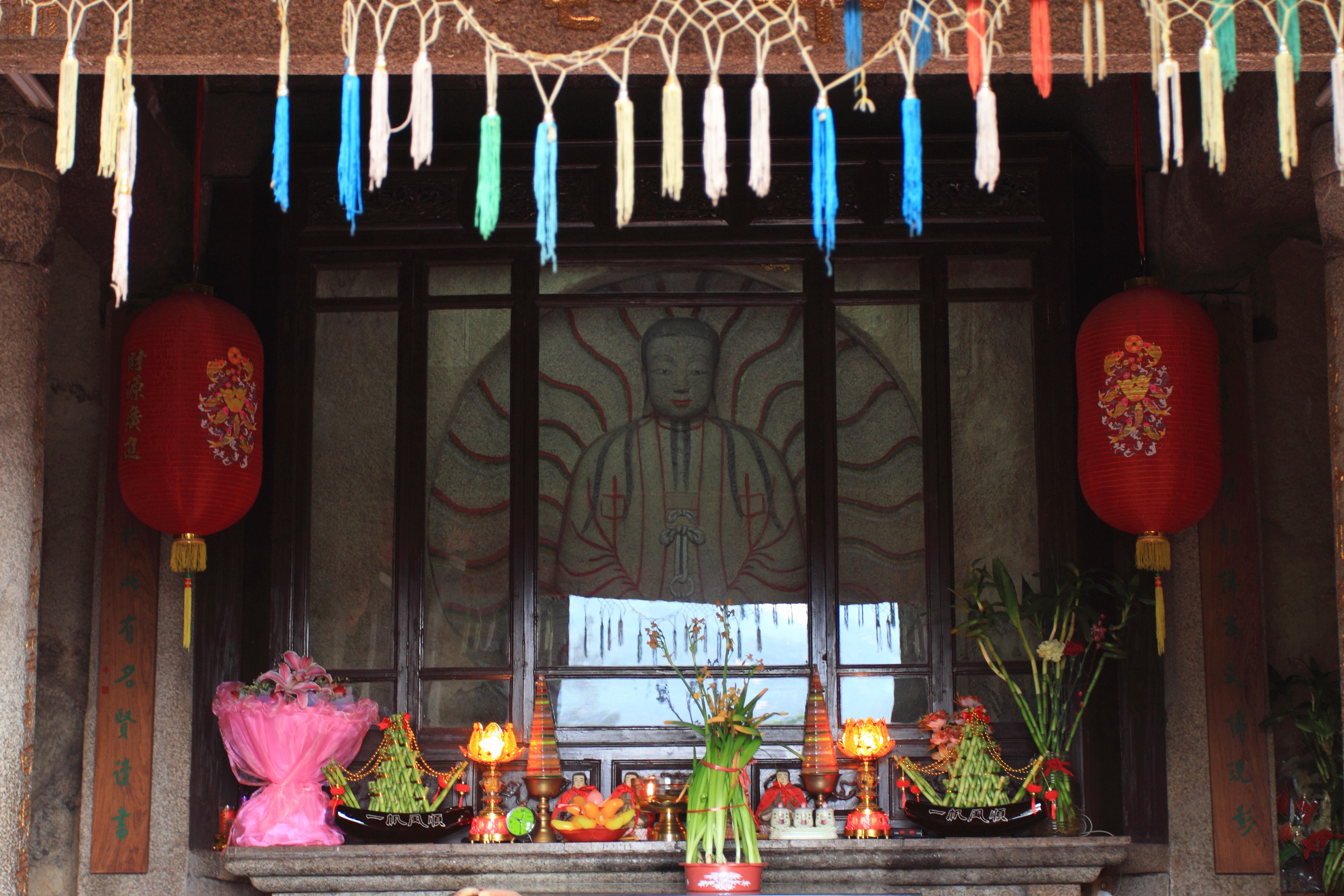
Мани под видом Будды. Храм Цаоань